# Hammerthoos
Hammerthoos ist ein Gemeindeteil des Marktes Egloffstein im Landkreis Forchheim (Oberfranken, Bayern).

## Geografie
Der im Südwesten der Wiesentalb gelegene Weiler ist ein Gemeindeteil des in Oberfranken gelegenen Marktes Egloffstein. Er befindet sich etwas mehr als einen Kilometer südöstlich von Egloffstein und liegt auf einer Höhe von 363 m ü. NHN.

## Geschichte
Bis zum Beginn des 19. Jahrhunderts hatte Hammerthoos der Herrschaft reichsunmittelbarer Adeliger unterstanden, die sich in dem zum Fränkischen Ritterkreis gehörenden Ritterkanton Gebürg organisiert hatten. Als die reichsritterschaftlichen Territorien im Bereich der Fränkischen Schweiz 1805 mediatisiert wurden, wurde der Weiler unter Bruch der Reichsverfassung vom Kurfürstentum Pfalz-Baiern annektiert. Mit dieser gewaltsamen Inbesitznahme wurde schließlich auch Hammerthoos zum Bestandteil der während der Napoleonischen Flurbereinigung in Besitz genommenen neubayerischen Gebiete, was erst im Juli 1806 mit der Rheinischen Bundesakte nachträglich legalisiert wurde.
Durch die zu Beginn des 19. Jahrhunderts im Königreich Bayern durchgeführten Verwaltungsreformen wurde Hammerthoos mit dem zweiten Gemeindeedikt 1818 zum Bestandteil der Ruralgemeinde Affalterthal. Im Zuge der Gebietsreform in Bayern wurde Hammerthoos zusammen mit der gesamten Gemeinde Affalterthal am 1. Mai 1978 in den Markt Egloffstein eingegliedert.

## Verkehr
Die Anbindung an das öffentliche Straßennetz wird hauptsächlich durch die direkt am westlichen Ortsrand vorbeiführende Staatsstraße 2191 hergestellt.